# عاريض بو عرك (بوعرك)
عاريض بو عرك هو دُوَّار يقع بجماعة بوعرك، إقليم الناظور، جهة الشرق في المملكة المغربية. ينتمي الدوّار لمشيخة بوعرك التي تضم 9 دواوير. يقدر عدد سكانه بـ 2003 نسمة حسب الإحصاء الرسمي للسكان والسكنى لسنة 2004.

## روابط خارجية
- البوابة الوطنية للجماعات الترابية نسخة محفوظة 12 مارس 2018 على موقع واي باك مشين.
- المندوبية السامية للتخطيط